# Asua
Asua es una entidad de población española del municipio de Erandio, perteneciente a la provincia de Vizcaya, en la comunidad autónoma del País Vasco.

## Toponimia
El lugar puede aparecer referido con las grafías «Asua» y «Asúa».

## Historia
Hacia finales del siglo XIX, el lugar, ya por entonces perteneciente a Erandio, tenía contabilizada una población de alrededor de un centenar habitantes. Aparece descrito en el primer volumen del Diccionario geográfico, estadístico, histórico, biográfico, postal, municipal, marítimo y eclesiástico de España y sus posesiones de ultramar de Pablo Riera y Sans con las siguientes palabras:

ASÚA.—B. agreg. al ayunt. de Erándio, del que dista 1'4 k. Cuenta sobre unos 100 hab. y 26 edif.—Org. civ. Corresponde á la prov. de Vizcaya, y pertenece al 4.º dist. de su part. jud. para las elecciones de diputados provinciales y al dist. de Bilbao para las de Córtes.—Org. mil. y marítima. C. G. de las Provincias Vascongadas y C. M. de Vizcaya. Pertenece al departamento de Ferrol y á la prov. y comandancia marítima de Bilbao.—Org. ecle. Pertenece á la misma dióc. á que corresponde tambien su ayunt.—Org. jud. Está sujeto este agreg. al part. jud. de Bilbao y á la aud. territ. de Búrgos.—Org. econ. Depende, con su municipio, de la admon. econ. de Bilbao.—S. púb. Despacha su corr. por la admon. prl. de Bilbao, pt. de Plencia y car. de Erándio.—Ob. púb. y med. de com. Los que usa su municipio.—Art. of. ind. Su ind. es agrícola.—Pob. Pocas son las casas de que se compone y casi todas ellas están medianamente construídas, sin que haya ninguna que sea notable.—Sit. geog. y top. Está fundado junto al puerto y r. de que toma nombre, y como agreg. al ayunt. citado, en éste nos ocuparemos de sus límites y prod.
(Riera y Sans, 1881, p. 904)

En 2022, tenía empadronados 317 habitantes.